# Trevor Whymark
Trevor Whymark (Burston, Inglaterra, 4 de mayo de 1950-31 de octubre de 2024)fue un futbolista inglés que jugó en la posición de delantero centro.

## Carrera

### Club
| Periodo   | Club                   |
| --------- | ---------------------- |
| 1969-1979 | Ipswich Town FC        |
| 1979      | Sparta Rotterdam       |
| 1979      | Derby County FC        |
| 1979-1980 | Vancouver Whitecaps    |
| 1980-1984 | Grimsby Town FC        |
| 1984-1985 | Southend United FC     |
| 1985      | Peterborough United FC |
| 1985      | Colchester United FC   |

### Selección nacional
A nivel de selecciones menores jugó en la categoría sub-23 en 7 ocasiones de 1973 a 1974 y anotó tres goles. Con Inglaterra jugó en una ocasión en 1975.

## Muerte
El 21 de abril de 2023 su familia anunció que él estaba diagnosticado con la enfermedad de Alzheimer.Falleció a causa de esta enfermedad el 31 de octubre de 2024 a los 74 años.

## Logros

### Club
- Texaco Cup: 1973
- FA Cup: 1978
- NASL: 1979

### Individual
- Miembro del Salón de la Fama del Ipswich Town en 2012.[3]